# Jean de Wouters
Jean Guy Marie Joseph ridder de Wouters d'Oplinter (Brussel, 27 januari 1905 - Rome, 22 april 1973) was een Belgische uitvinder en aerodynamisch ingenieur.
De Wouters was een lid van de familie De Wouters en een zoon van minister Fernand de Wouters d'Oplinter.
In 1957 maakte hij de Calypso-Phot voor Jacques-Yves Cousteau onder de compagnie Spirotechnique.
Later kwam het onder de licentie van Nikon en werd toen Calypso-Nikkor en nog later de Nikonos.
Gedurende en kort na de Tweede Wereldoorlog werkte hij in de luchtvaart. Hiervan zijn meerdere patenten van verbeteringen aan vliegtuigen de getuigen.